# Pierre Lagaillarde
Cet article possède un paronyme, voir Gaillarde (homonymie).
Pierre Lagaillarde, né le 15 mai 1931 à Courbevoie (France) et mort le 17 août 2014 à Auch (Gers, France), est un ancien avocat et député (sans étiquette) du département d'Alger, activiste nationaliste et anti-indépendantiste partisan de l'Algérie française pendant la guerre d'Algérie (1954-1962).
Il est l'instigateur d'insurrections révolutionnaires à Alger que sont d'une part le coup du 13 mai 1958 qui aboutit à la chute de la IVe République et d'autre part la semaine des barricades, avec Guy Forzy, en janvier 1960 qui conduit à son arrestation. Remis en liberté avant son procès, il se réfugie en Espagne. Il est le cofondateur, avec Jean-Jacques Susini, de l'OAS en exil clandestin à Madrid en décembre de la même année.
Condamné par contumace pour rébellion contre l'État à la suite de l'affaire des barricades, il s'installe à Alicante. À l'époque s'y est établie une importante communauté de Pieds-Noirs exilés, à cause des vagues d'exode des Français d'Algérie après les accords de cessez-le-feu et dans l'imminence de l'indépendance algérienne entre mars et juillet 1962. Lagaillarde bénéficie de la loi d'amnistie générale en 1968 et revient alors en France.

## Biographie

### Jeunesse
Pierre Lagaillarde est né le 15 mai 1931 à Courbevoie. Son père, Henri Lagaillarde, est avocat au barreau d’Alger et chef de cabinet d’Henri Queuille, alors membre du Gouvernement provisoire de la République française installé à Alger – qui se trouve être son beau-père.
Il est âgé d'un an lorsque ses parents, tous deux avocats, quittent la métropole pour venir s'installer dans le département d'Alger en 1932. Il suit des études de droit à l'université d'Alger.

### Famille
Pierre a deux frères plus jeunes : Jean Lagaillarde, né en 1937, et Jacques Lagaillarde, né en 1941. Il s’est marié une première fois en mars 1953 avec Suzanne de Beaumont (née Durand) dont il a un fils, Pierre-Jean, et dont il divorce en novembre 1956. Il se remarie en mars 1957 avec Elizabeth (Babette) Meslet dont il a un fils, Marc, né en 1958.
Selon le Time Magazine du lundi 8 février 1960, Pierre Lagaillarde (âgé de 28 ans) aurait déclaré : « Je suis peut-être un fasciste, mais je ne suis pas un réactionnaire. Mon arrière-grand-père était sur les barricades. Je suis un authentique révolutionnaire ! ».
Toujours selon la même source, l'ancêtre républicain de Lagaillarde serait mort à Paris en 1851 en tentant de défendre la Seconde République durant le coup d'État du 2 décembre ayant porté au pouvoir Louis-Napoléon.

### Première carrière d'avocat
Il exerce le métier d’avocat à la cour de Blida, dans le département d'Alger.

### Appelé du contingent en Algérie
Il effectue son service militaire durant la guerre d'Algérie et est démobilisé en 1957 avec le grade de sous-lieutenant et devient officier subalterne parachutiste de réserve.

### Engagement pour l'Algérie française
En 1957, il prend la présidence de l'Association générale des étudiants d'Algérie (A.G.E.A.).
Ahmed Bencherif rédige une lettre accusant Pierre Lagaillarde d'assassinats, de disparitions et de tortures de musulmans en 1957. Pour Le Monde qui rapporte, en 1961, la teneur de cette missive, les précisions de noms et de dates nécessiteraient l'ouverture d'une enquête. Celle-ci est ouverte en avril 1961.
Le 13 mai 1958, il est un élément clé du putsch d'Alger et bénéficie de la complicité d'autres insurgés tels que Jacques Roseau et Robert Martel, mais aussi de cadres de l'armée en Algérie. C'est ainsi au volant d'un camion GMC des parachutistes qu'il défonce la grille interdisant l'accès au bâtiment du Gouvernement Général de l'Algérie (GG du Forum d'Alger) et permet ainsi à l'insurrection populaire de gagner le bâtiment du ministre de l'Algérie résident, Robert Lacoste, alors à Paris, et de le mettre à sac. À la suite de la prise temporaire du commandement civil et militaire en Algérie par le général Jacques Massu, Pierre Lagaillarde devient membre du Comité de salut public (1958) d'Alger présidé par le général Raoul Salan. Membre du groupe des sept, il est partisan de l'instauration d'un régime autoritaire et corporatiste similaire à celui de Salazar.
Plus tard la même année, en novembre, Pierre Lagaillarde se présente comme député sans étiquette (ou groupe des non-inscrits) et est élu pour la 1re circonscription d'Alger-ville. Il a exercé son mandat du 30 novembre 1958 au 5 mai 1961, date de sa déchéance.
En janvier 1960, opposé à la proposition d'autodétermination du président de la République, le général de Gaulle, et à la suite du rappel à Paris du général Massu, Lagaillarde prend la tête, avec comme second Guy Forzy, et bien d'autres tels que Joseph Ortiz, d'un mouvement insurrectionnel à Alger, celui-ci connu sous le nom de la semaine des barricades. Le 24 janvier 1960 à Alger, au cours d'une manifestation interdite à laquelle il participe activement, les gendarmes chargés du maintien de l'ordre sont visés par de nombreux tirs et des jets d'explosifs, faisant 14 tués et 119 blessés parmi les gendarmes. Le bilan coté manifestants est de 6 morts et 25 blessés. Arrêté le 1er février, il est envoyé en métropole et incarcéré à la prison de la Santé à Paris après que son immunité parlementaire est levée.
En mai 1960, son épouse Elisabeth Lagaillarde se présente à sa place aux élections cantonales dans la seconde circonscription d'Alger, un décret rendant inéligible les « prévenus d'atteinte à la sécurité intérieure de l'État ». Elle est soutenue par Jean-Marie Le Pen.
Début novembre 1960 commence le « procès des Barricades » ; remis en liberté sur parole, le temps du procès, il en profite pour s'exiler à Madrid où il rejoint le général Salan et Jean-Jacques Susini. Ensemble, ils fondent l'OAS (Organisation de l'Armée Secrète), en février 1961.

### Condamnation, amnistie et retour en France
Il est condamné par contumace le 2 mars 1961 à dix ans de réclusion criminelle, et déchu de son mandat de député le 5 mai 1961.
Pierre Lagaillarde a été responsable de l'économat à la fin 1966 puis surveillant général du Lycée français d'Alicante (LFA); son épouse y a été professeur. Cet établissement scolaire privé, financé par le mécénat de certains Français d'Algérie exilés, s'est ouvert en octobre 1962 sous l'appellation « Nouvelle École Française ».
Il bénéficie de la loi d'amnistie en 1968. Revenu en France, il s'installe à Auch dans le Gers, où il reprend sa profession d'avocat, décidant de ne plus faire de politique. Il devient en 1975 bâtonnier de la ville.
Pierre Lagaillarde meurt le 17 août 2014 à l’âge de 83 ans.

#### Photos
- Photos du magazine LIFE avec Pierre Lagaillarde à Alger

#### Vidéogrammes
- [flash] Pierre Lagaillarde à Madrid; 1960 vidéo d'actualité de l'I.N.A. (rush: séquence filmée, jamais montée ni diffusée)
- [flash] L'Affaire Lagaillarde; 3.11.1960 vidéo d'actualité de l'I.N.A. - (rush)